# 埃特雷勒和拉蒙布勒斯
埃特雷勒和拉蒙布勒斯（法語：Étrelles-et-la-Montbleuse，法語發音：[etʁɛl e la mɔ̃bløz]）是法国上索恩省的一个市镇，属于沃苏勒区。

## 地理
埃特雷勒和拉蒙布勒斯（47°27'36"N, 5°51'43"E）面积6.26 平方千米，位于法国勃艮第-弗朗什-孔泰大區上索恩省，该省份为法国东部内陆省份，北起顺时针与孚日省、贝尔福地区省、杜省、汝拉省、科多尔省和上马恩省接壤。
与埃特雷勒和拉蒙布勒斯接壤的市镇（或旧市镇、城区）包括：拉韦尔诺特、维莱舍曼和蒙莱塞特雷勒、弗拉讷堡、圣冈、旺图和隆日韦勒。

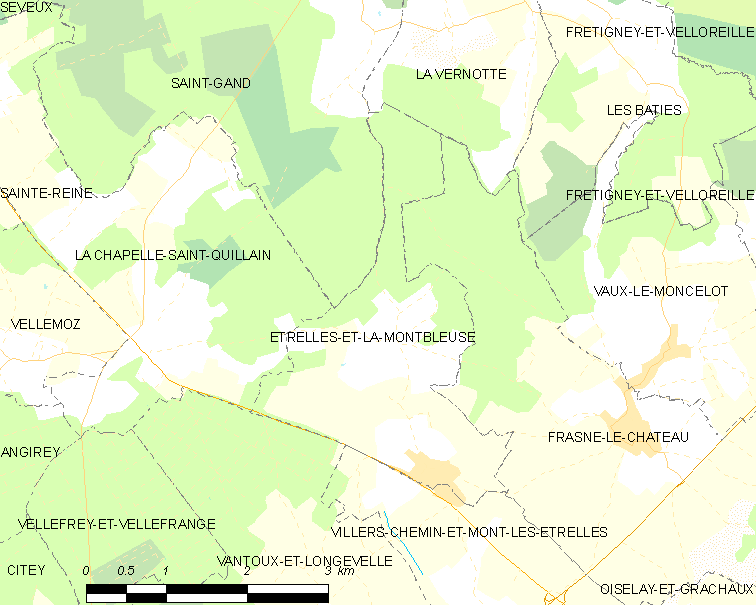
埃特雷勒和拉蒙布勒斯的OSM定位图

埃特雷勒和拉蒙布勒斯的时区为UTC+01:00、UTC+02:00（夏令时）。

## 行政
埃特雷勒和拉蒙布勒斯的邮政编码为70700，INSEE市镇编码为70222。

## 政治
埃特雷勒和拉蒙布勒斯所属的省级选区为索恩河畔塞和圣阿尔班县。

## 人口

1962-2008年间埃特雷勒和拉蒙布勒斯人口变化图示

埃特雷勒和拉蒙布勒斯于2022年1月1日时的人口数量为100人。